# Nemanja Tomić
Nemanja „Neca“ Tomić (serbisch-kyrillisch Немања Томић, * 21. Januar 1988 in Kragujevac, SFR Jugoslawien) ist ein serbischer Fußballspieler.

## Karriere

### Verein
Nemanja Tomić startete seine Vereinsfußballkarriere bei Radnički Kragujevac und wechselte 2006 als Profispieler zu Teleoptik Zemun. Nach drei Spielzeiten für Zemun heuerte er beim Partizan Belgrad an und stieg hier er zum Nationalspieler auf.
Zur Rückrunde der Spielzeit 2012/13 wechselte er in die türkische Süper Lig zum Hauptstadtverein Gençlerbirliği Ankara. Im Frühjahr 2016 verließ er diesen Verein vorzeitig.
Zur Saison 2016/17 wechselte er zusammen mit seinem beiden Teamkollegen Guido Koçer und Çağrı Bülbül zum Zweitligisten Giresunspor. Nach einer Saison wurde er vom griechischen Verein Trikala FC verpflichtet.

### Nationalmannschaft
Nemanja Tomić wurde am 12. Mai 2010 vom Trainer Radomir Antić in den erweiterten Kader der serbischen Fußballnationalmannschaft für die Teilnahme an der Weltmeisterschaft 2010 in Südafrika berufen.